# Голод у Казахстані (1919—1922)
Голодомор у Казахстані 1919—1922 років, (каз. Qazaqstandağı 1919—1922 jj. aşarşılıq), також Ашаршилик (каз. Aşarşılıq) або Туркестанський голод 1919—1922 років — період масового голоду та посухи, що мав місце в Киргизькій АРСР (сучасний Казахстан) і Туркестанській АРСР в результаті громадянської війни в Російській Імперії, в якій від 400 000 до 750 000 загинуло селян, переважну більшість якого становили казахи (1 млн осіб). Ця подія була частиною Великого голоду 1921–22 років, який торкнувся інших частин СРСР, під час якого загалом загинуло до 5 000 000 людей.

## Передумови
Масовий голод був викликаний сильними періодичними посухами, посиленими Громадянською війною в Росіійській Імперії та політикою Продрозв'єрства, прийнятою радянським урядом.

## Історія
До 1919 року приблизно половина населення голодувала. Поширеними були також епідемії тифу та малярії. Найбільший відсоток втрат казахського населення був в Актюбінській, Акмолинської, Кустанайської та Уральської областях. За оцінками демографів, загинуло близько 19 % населення, що еквівалентно 400 тисячам осіб. Проте голова Центральної виборчої комісії Туркестанської АРСР Турар Рискулов підрахував, що «мабуть загинуло близько третини населення», що еквівалентно 750 000 осіб.

## Наслідки
Під час першого голоду загинуло близько одного мільйона осіб, а під час голоду в Казахській РСР 1932—1933, за різними оцінками, — від 1,5 до 2 мільйонів осіб. Так казахи за 10 — 15 років втратили близько половини населення. Світова історія не знає трагедії подібного масштабу. Кожен казах просто зобов'язаний знати, пам'ятати про цю трагедію.

### Дослідження вчених істориків
Кандидат історичних наук Олександр Миколайович Алексєєнко у своїй науковій роботі на здобуття докторського ступеня «Сільське населення Казахстану. 1920—1990 рр..» досліджував динаміку чисельності, національний склад, міграційне та природний рух сільського населення Казахстану. На основі аналізу великого кола архівних і опублікованих джерел визначив основні тенденції розвитку сільського населення республіки. Розглянув такі закриті раніше проблеми, як демографічні наслідки голоду початку 20 — і 30-х років, масові переселення до Казахстану в 20-30-і роки, депортація репресованих народів у 30-40-і роки, освоєння цілини.
Історик Мусаєв Б. А у своїй роботі на здобуття наукового ступеня Голод в першій половині 20-х років XX століття в Казахстані: історичний, соціально-політичний аналіз", досліджуючи соціально-політичні процеси, що відбувалися у першій половині 20-х рр. XX ст., висвітлив причини, масштаби і наслідки Голоду 1919—1922 та 1932-1933 років. Проаналізовано соціально-політичну, економічну ситуацію 1921—1922 рр. Визначив соціально-економічні та демографічні наслідки голоду. Дав оцінку діяльності органів влади, розкрив їх взаємини з центром і периферією в облаштуванні державних структур, в ліквідації наслідків лиха. Встановлено наслідки масового голоду в 5 губерніях КазАССР, демографічні зміни складу населення, аграрно-продовольчі, господарсько-економічних втрат, вплив на здоров'я і смертність людей. Показано оптимальні шляхи боротьби з всенародним лихом, гуманітарною катастрофою в житті народу. Продовольча проблема вкупі зі становленням нового державного устрою віднесена до глобальних проблем світового розвитку.

#### Дослідження публіцистів
Мустафа Шокай (каз. Мұстафа Шоқай-ұлы) — казахський громадський і політичний діяч, публіцист, ідеолог боротьби за свободу і незалежність Єдиного Туркестану, пише у книзі «Туркестан під владою Рад. До характеристики диктатури пролетаріату»:
….. Ще один витяг із книги того ж Рыскулова. Цього разу мова піде про нечуваною ніде у світі «голодної політиці» радянської влади по відношенню до корінного населення Туркестану. Говорячи про голод серед тубільного населення, зокрема серед казахського, турар Рискулов свідчить, що один "з ззаслуженних керівників Жовтневого перевороту в Туркестані Тоболін на засіданні Туркестанського Центрального Виконавчого Комітету заявив прямо, що киргизи (казахи), як економічно слабкі з точки зору марксистів все одно повинні будуть вимерти. Тому для революції важливіше витрачати кошти не на боротьбу з голодом, а на підтримку краще фронтів (див. передмову, стор XII).
"Кількість померлих від голоду (мусульман), говорить Рыскулов (стор.77), обчислюється у величезних розмірах … «Але цифр він не приводить. Радянські джерела (1919 р.) називали жахливу цифру в один мільйон сто четырнадцать тысяч (1 114 000). Таким є наш національний пасив від московської» національно-визвольної політики ". А ось «радянський актив». — Можна сказати, пише Т. Рыскулов на стор.77, що загиблі люди врятували радянську владу, тому що якщо б вони, ці мільйони голодуючих … прийшли і почали вимагати своєї частки, то вони б не залишили каменя на камені і перевернули б все …
Журнал Простор.1992.N9-10.C.101-112